# گویش رامهرمزی
گویش رامهرمزی گویشی از زبان فارسی است که بین بخشی از مردم شهر رامهرمز از استان خوزستان رایج است. 

## وابستگی زبانی
گلاتولوگ گویش رامهرمزی را درکنار اهوازی، بهبهانی، آبادانی در زمره گویش‌های زبان فارسی در استان خوزستان قرار می‌دهد. پرویز خانلری دربارهٔ گویش رامهرمزی از مقدسی نویسنده و جغرافیدان قرن چهارم هجری نقل کرده است: «زبانی دارند که فهمیده نمی‌شود». اطلس زبان‌های ایران می‌گوید: گونه‌هایی مانند رومِزی نیز در استان خوزستان وجود دارند که با وجود شباهت به لری، عموماً فارسی در نظر گرفته می‌شوند. ایرانیکا در مقاله مربوط به گویش‌های استان خوزستان، از گویش رامهرمزی به عنوان گویش‌های فارسی اما شبیه به گویش بختیاری نام برده است.